# Ivar Widner

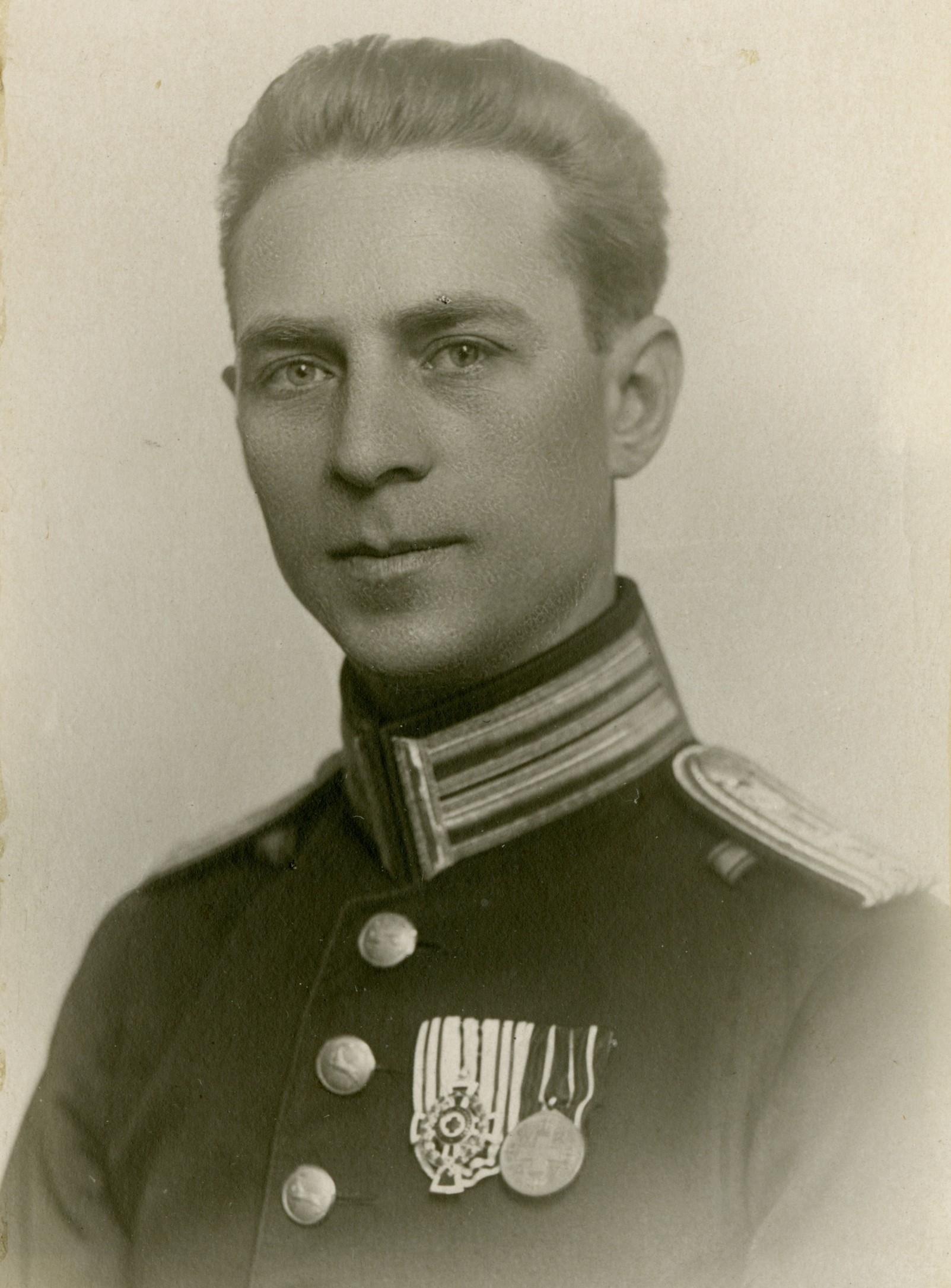
Ivar Widner.

Ivar Fredrik Widner (Kolsva (Köping), 29 december 1891 – Stockholm, 26 augustus 1973) was een Zweeds componist, dirigent en trompettist.

## Levensloop
Widner begon zijn muzikale loopbaan als leerling bij het Västmanlands Regiment en speelde daar onder leiding van de toenmalige kapelmeester Otto Trobäck. Van 1909 tot 1915 studeerde hij verder aan de Kungliga Musikhögskolan in Stockholm en legde in 1915 het examen als kapelmeester af. Van 1905 tot 1916 was hij muziekdirecteur en kapelmeester van het Norrbottens regemente in Boden. Aansluitend was hij tot 1932 dirigent van de militaire kapel van het Hälsinge regemente in Gävle, Gästrikland. Dan werd hij in 1932 als dirigent beroepen van de Kungl. Flottans musikkår (Marinierskapel van de Koninklijke Zweedse Marine) in Stockholm en bleef in deze functie tot 1971. Met dit orkest gaf hij veelbeluisterde omroepconcerten vanuit Skansen, het bekende openluchtmuseum en het dierenpark in Stockholm. Hij werd onderscheiden als Pro Musica Militare.
Verder was hij van 1933 tot 1964 dirigent van het Par Bricoles sångkör en ook van Bodens orkesterförening en Bodens sångarförbund van 1918 tot 1923. In 1948 was hij eveneens dirigent van het Stockholms promenadorkester. Sinds 1935 was hij ook verbonden aan de 1935 Kungl. Musikaliska akademien in Stockholm. Hij was Ridder van de Vasa-orden - 1e class.
Als componist schreef hij een aantal marsen en fanfares voor harmonieorkest alsook muziek voor de film.

## Composities

### Werken voor harmonieorkest
- 1915 Överste Åkerman, mars (opgedragen aan Jochum Åkerman, commandant van het Västmanlands regemente van 1915-1919)
- 1915 Aros Marsch, op. 6 (Officiële mars van de stad Västerås)
- 1916 Med landstormen
- 1917 Vår Flotta, Svensk Signalmarsch Nr. 1 (Zweedse signaalmars nr. 1)
- 1918 Narviksgutten, mars
- 1922 Infanterimarsch
- 1922 Flygarmarsch
- 1923 Käcka gossar
- 1923 Festspel
- 1923 Överste Stålhane, mars (opgedragen aan Henning Stålhane, commandant van het Hälsinge regemente van 1923-1932)
- 1925 11. infanteribrigaden, mars
- 1925 Hälsingen
- 1925 Födelsedagsmarsch
- 1926 Pionjärmarsch
- 1927 Stockholmspojkarnas marsch
- 1928 Efter drabbningen
- 1928 Tappra grenadjärer
- 1928 Subalternen
- 1928 Kronfänriken
- 1935 Bröllopsmarsch, tillägnad Prinsessan Ingrid (Kronprinsessan Ingrids bröllopsmarsch)
- 1939 Kämpavisa
- 1939 Örlogsmarsch
- 1945 Svensk Signalmarsch Nr. 2, op. 97
- 1956 Hälsingefärger
- 1964 Festfanfar, voor acht trompetten en harmonieorkest
- 1964 Under tretungad flagg
- 1964 Bergensgutterne
- 1964 Skansenpojkarna
- 1965 Marche Boulogne
- 1967 Sedvanliga fanfaren (Sibyllafanfaren)
- 1971 Citymarsch till Farsta, Tre kronor
- 1972 Klubb 19
- 1973 Flaggmarsch
- Drotthornet, mars
- Kungamarschen, mars
- Mälardrottningen, mars

### Werken voor koor
- Det gäller, voor mannenkoor
- Min stamfar hade en stor pokal, voor mannenkoor - tekst: Verner von Heidenstam
- Standarsång, voor mannenkoor
- Stockholm, voor gemengd koor

### Filmmuziek
- 1956 Blånande hav